# Жив-був лікар...
Жив-був лікар… (рос. Жил-был доктор...) — радянський художній фільм 1984 року, знятий кіностудією «Ленфільм».

## Сюжет
Сільський лікар Микола Заостровцев в 40 років підводить життєвий підсумок. Людина добра, інтелігентна, він вірою і правдою служить людям. І, незважаючи на те, що будні його складаються з тривог і турбот, скромних успіхів і невдач, він щаслива людина.

## У ролях
- Олександр Ткачонок — Микола Олександрович Заостровцев, сорокарічний сільський лікар
- Тамара Лебедєва — Кіра Олексіївна, дружина Заостровцева
- Тетяна Рассказова — Тоня, вчителька
- Сергій Кошонін — Сергій Шумілін, молодий лікар
- Тетяна Куліш — Зоя, медсестра
- Тетяна Балтушевич — Надя Поліканова
- Микола Березін — Федір Поліканов
- Тетяна Захарова — Маша, бібліотекар
- Данило Павльо — Вітя, молодший син
- Людмила Аржанікова — вчителька
- Наталія Булгакова — епізод
- Олег Власов — В'ячеслав
- Юрій Гамзін — Петрович, батько Наді Поліканова
- Іван Кірєєв — епізод
- Дмитро Конокотов — епізод
- Ольга Осипова — епізод
- Юрій Оськін — епізод
- Любов Малиновська — Анна Матвіївна
- Галина Сабурова — Марія Василівна, вчителька
- Анатолій Сливников — епізод
- Сергій Ротач — Альоша, старший син
- Олена Антоненко — епізод

## Знімальна група
- Режисер-постановник — В'ячеслав Сорокін
- Сценаристи — Едгар Дубровський, Дмитро Притула
- Оператор-постановник — Юрій Воронцов
- Композитор — Олександр Мнацаканян
- Художник-постановник — Володимир Банних